# Ina Karr
Ina Karr (* 1968 in Stuttgart) ist eine deutsche Intendantin und Dramaturgin. Sie ist seit 2021 die Intendantin des Luzerner Theaters und die designierte Intendantin der Deutsche Oper am Rhein in Düsseldorf und Duisburg.

## Leben und Werk
Karr studierte an der Hochschule für Musik Freiburg und schloss mit Staatsexamen ab, an der Albert-Ludwigs-Universität Freiburg erwarb sie einen Magister artium in Musikwissenschaft und neuerer deutscher Literatur. 1999 arbeitete sie für das Ensemble für Neue Musik „Neue Vocalsolisten Stuttgart“ als Dramaturgin. Es folgten drei Jahre als wissenschaftliche Mitarbeiterin an der Universität Freiburg, ehe sie von 2002 bis 2005 als Dramaturgin und Pressesprecherin für das Nationaltheater Mannheim arbeitete. Sie arbeitete u. a. als Dramaturgin für das Musikfestival Eclat in Stuttgart und als Geschäftsführerin für das Ensemble Aventure. Für Die Welt schrieb sie im Feuilleton von 2001 bis 2002 Opernkritiken. Es folgten acht Jahre (2006–2014) als Operndirektorin im Oldenburgischen Staatstheater. 2014 wechselte Karr ans Staatstheater Mainz, wo sie bis 2020 „Chefdramaturgin Oper“ war. In Mannheim, Oldenburg und Mainz arbeitete sie mit Markus A. Müller zusammen.

### Salzburger Festspiele 2018
Bei den Salzburger Festspielen 2018 war sie Produktionsdramaturgin für die Eröffnungs-Aufführung von Die Zauberflöte von Wolfgang Amadeus Mozart und Emanuel Schikaneder, unter der musikalischen Leitung von Constantinos Carydis und der Regie von Lydia Steier. Geplant war die Besetzung einer Sprechrolle mit Bruno Ganz, der allerdings kurzfristig erkrankt durch Klaus Maria Brandauer ersetzt wurde. In der weiteren Besetzung waren u. a. Christiane Karg und Simon Bode beteiligt. Karr und Steier entwickelten für die Inszenierung eine Rahmenhandlung, in der ein Großvater seinen Enkeln die Zauberflöte als Gutenachtgeschichte erzählt, wodurch problematische Dialoge des Originals wegfielen. Die Kritik der Süddeutschen Zeitung würdigte dies als „brillante Idee“ und hob das „optische Spektakel“ hervor, bemängelte jedoch, dass der Überfluss an Bildern und Effekten den tieferen Sinn des Werks überlagere. Während der Tagesspiegel Karrs und Steiers dramaturgische Lösung als „raffinierten Kunstgriff“ lobte, der alle Interpretationsprobleme elegant beseitige, kritisierte die FAZ, dass die Bearbeitung wichtige Szenen zu „beiläufigen Episoden“ depotenziere und die Aura des Werks zerstöre. Die Produktion wurde an zwei Terminen auf Arte und im ZDF übertragen.

### Luzerner Theater
2019 wurde Karr vom Stiftungsrat des Luzerner Theaters einstimmig als neue Intendantin gewählt, nachdem sie zunächst selbst Mitglied der Findungskommission war und dann zu einer Kandidatur aufgefordert wurde. Der Verlauf der Wahl begann damit, dass Karr zunächst als externe Expertin in die Findungskommission berufen wurde. Parallel dazu engagierte der Stiftungsrat ihren Lebenspartner Stefan Vogel, den damaligen Operngeschäftsführer in Mainz als externen Fachmann für die Erarbeitung eines neuen Betriebskonzepts. Daraufhin trat Karr aus der Findungskommission aus, bewarb sich selbst um die Intendanz und erhielt schließlich den Posten.  Sie löste damit 2021 Benedikt von Peter ab, der an das Theater Basel wechselte. Die Wahl überraschte Daniele Muscionico von der Neue Zürcher Zeitung, insbesondere da Karr zunächst selbst Mitglied des Auswahlgremiums war. Karrs 2020 vorgestelltes Leitungsteam umfasste Lars Gebhardt (Oper), Katja Langenbach (Schauspiel), Wanda Puvogel (Tanz) und Lydia Steier (Oper). Betriebsdirektor des Luzerner Theaters wurde Karrs Lebenspartner Stefan Vogel. Die Konstellation, dass Karr als Intendantin ihrem Lebenspartner als einem von vier Direktoren direkt vorgesetzt ist, führte 2020 zu einer parlamentarischen Anfrage des FDP-Kantonsrats Gaudenz Zemp, der Fragen zu möglichen Interessenkonflikten stellte. Der Stiftungsrat verteidigte die Entscheidung mit dem Verweis auf die professionelle Kompetenz beider und das bereits bewiesene Vertrauensverhältnis. Die Regierung sagte zu, das von Vogel erarbeitete Betriebskonzept dem Kantonsrat und damit der Öffentlichkeit vollumfänglich zugänglich zu machen, was vom Parlament positiv aufgenommen wurde.
Karr legt in ihrer Intendanz in Luzern Wert auf die gleichberechtigte Integration eines Mehrspartentheaters, die Öffnung zur Stadtgesellschaft hin, Zusammenarbeit mit dem Lucerne Festival und der Freien Szene und einer Heranführung von Kindern und Jugendlichen an das Haus. Unter Karrs Leitung konnte das Theater in den ersten drei Jahren Auslastung und Umsatz um mehr als 25 Prozent steigern. Ein besonderer Erfolg war die Gründung des Jungen Luzerner Theaters mit fast 90 Prozent Auslastung. 2024 wurde Karrs Vertrag vorzeitig bis 2031 verlängert, wobei der geplante Theaterneubau eine Rolle spielte. Das Projekt „überall“ für einen Neubau auf dem Theaterplatz wurde jedoch im Februar 2025 mit 58 Prozent Nein-Stimmen abgelehnt, was Karr als „Katastrophe“ bezeichnete und die Zukunft des über 180 Jahre alten, sanierungsbedürftigen Theatergebäudes in Frage stellte.

### Deutsche Oper am Rhein
Ab der Spielzeit 2027/28 wird Karr die erste weibliche Intendantin der Deutschen Oper am Rhein in Düsseldorf und Duisburg. Die Gesellschafter der Oper (Städte Düsseldorf und Duisburg, Freundeskreis der Deutschen Oper am Rhein) bestellten sie am 20. Juni 2025 einstimmig für die Dauer von fünf Jahren. Karr hatte sich zunächst nicht auf die Stelle beworben, sondern wurde Medienberichten zufolge von der Findungskommission aktiv empfohlen. Sie folgt auf Christoph Meyer, der sein Amt bereits Ende März 2025 aus gesundheitlichen Gründen niedergelegt hatte. Karr wird für ihren Wechsel nach Düsseldorf ihren erst 2024 bis 2031 verlängerten Vertrag in Luzern vorzeitig beenden. Bei ihrer Vorstellung im Düsseldorfer Rathaus am 25. Juni 2025 kündigte sie an, neben dem klassischen Repertoire auch moderne Stücke zu fördern und die Häuser für die Stadtgesellschaft zu öffnen, wobei „das ganze Haus eine Bühne“ werden soll. Besonders wichtig ist ihr die Kinder- und Jugendarbeit, für die sie einen eigenen Rat einrichten will. Die geplanten Bauprojekte in Düsseldorf bezeichnete sie als „Riesenchancen für neue Perspektiven“. Die Personalie stieß teilweise auf Kritik wegen Karrs Alters bei Amtsantritt und wegen des Größen- und Bedeutungsunterschieds der Häuser zwischen Luzern und der Deutschen Oper am Rhein.

### Privates
Ina Karr hat zwei Kinder.

## Mitgliedschaften
- Internationales Theaterinstitut (seit 2019)
- Deutsche Akademie der Darstellenden Künste (seit 2021)